# Gabu (região)
A Região de Gabu é uma subdivisão da Guiné-Bissau, sua capital e principal cidade é Gabu, que durante a guerra colonial portuguesa era designada de Nova Lamego. Possui 205.608 habitantes (2009), correspondente a 14,19% da população do país.
A região das fronteiras: Senegal ao norte, Guiné à leste e sul e as regiões de Tombali e Bafatá ao oeste.
Abrange uma área de 9.150 km2, tornando-se a maior das regiões administrativas da Guiné-Bissau. A população foi estimada em 178.318 em 2004. O rio Corubal flui através do sul da região.

## História
Gabu foi a capital do Império Kaabu (também conhecido por Ngabou ou N’Gabu), um reino Mandinga que existiu entre 1537 e 1867 na chamada Senegâmbia, região que abarcava o nordeste da atual Guiné-Bissau, mas que se estendia até Casamança, no Senegal. Antes disso, Gabu, ou Kaabu, fora uma província do Império Mali que se tornara independente depois do declínio do império. No século XIX, os Fula estabeleceram a sua supremacia na região, pondo fim ao domínio de Kaabu. Durante o período colonial a cidade passou a ser designada por Nova Lamego, mas recuperou o seu nome tradicional após a independência do país. No centro de Gabu está preservado um pequeno núcleo urbano de inspiração colonial.

## Setores

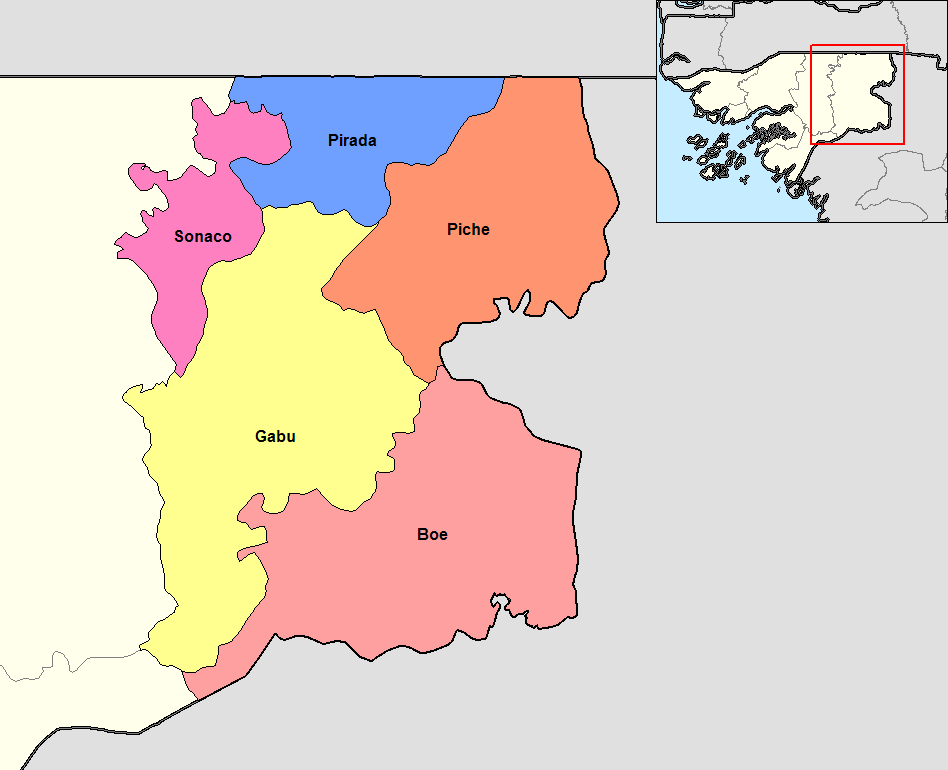
Setores de Gabu.

Gabu é dividida em 5 setores:
- Boé
- Gabu
- Pirada
- Pitche
- Sonaco

## Demografia
| 1979    | 1991    | 2004    | 2009    |
| 104.315 | 136.101 | 178.318 | 205.608 |

## População por etnia e religião
Na região de Gabu, as etnias Fula e Mandinga correspondem a 79,6% e 14,2% respectivamente.

A maioria da população desta região pratica a religião muçulmana (77,1%).

## Clima
As temperaturas rondam os 30-33 graus durante o dia e entre os 18-23 graus durante a noite. Clima tropical, quente e húmido, com duas estações distintas: a estação das chuvas, de meados de maio até meados de novembro, e a estação seca, durante os restantes meses do ano. Os meses de dezembro e janeiro são os mais frescos. No entanto, as temperaturas são muito elevadas durante todo o ano.

## Paisagem
A vegetação é, na sua maioria seca, com uma floresta esparsa tipo savana. Existem, contudo, algumas manchas de floresta densa.

## Economia
A economia local assenta no comércio, a agricultura e a pecuária, tradicionalmente praticada pelos Fulas.